# Zhou Haibin
Zhou Haibin (en chino tradicional, 周海濱; en chino simplificado, 周海滨; pinyin, Zhōu Hǎibīn; Dalian, China, 19 de julio de 1985) es un exfutbolista de China que jugaba en la posición de centrocampista.

## Carrera

### Club
| Periodo   | Club                    | Apariciones | Goles |
| --------- | ----------------------- | ----------- | ----- |
| 2003-2009 | Shandong Luneng         | 128         | 18    |
| 2009      | PSV Eindhoven           | 0           | 0     |
| 2010–2013 | Shandong Luneng         | 69          | 5     |
| 2013      | → Tianjin Teda (cedido) | 13          | 1     |
| 2014–2016 | Tianjin Teda            | 75          | 11    |
| 2017–2019 | Shandong Luneng         | 39          | 2     |

### Selección nacional
Jugó para China en 43 ocasiones de 2003 a 2001 y anotó tres goles, y actualmente es el jugador más joven en anotar con la selección nacional, el cual fue en la victoria por 2-1 ante Hungría en un partido amistoso en junio de 2004. Participó en tres ediciones de la Copa Asiática y en los Juegos Olímpicos de Pekín 2008.

## Logros

### Club
- Chinese Super League: 2006, 2008, 2010
- Chinese FA Cup: 2004, 2006
- Chinese Super League Cup: 2004

### Selección nacional
- East Asian Football Championship: 2005

## Estadísticas

### Goles con selección nacional
| # | Fecha     | Sede      | Rival         | Marcador | Resultado | Torneo                                               |
| - | --------- | --------- | ------------- | -------- | --------- | ---------------------------------------------------- |
| 1 | 1-6-2004  | Tianjin   | Hungría       | 1–1      | 2–1       | Amistoso                                             |
| 2 | 17-2-2008 | Chongqing | Corea del Sur | 1–1      | 2–3       | 2008 East Asian Football Championship                |
| 3 | 14-6-2008 | Tianjin   | Irak          | 1–0      | 1–2       | Clasificación para la Copa Mundial de Fútbol de 2010 |